# Šéfkuchařův stůl
Šéfkuchařův stůl (v anglickém originále Chef's Table) je americký dokumentární televizní seriál o kuchařích z produkce společnosti Netflix. Každá epizoda se zaměřuje na jednoho šéfkuchaře, který pracuje v jedné nebo více restauracích v různých zemích. Tvůrce David Gelb považuje dokumentární sérii za pokračování své práce započaté dokumentárním filmem Jiroovy vysněné sushi. 

## Seznam dílů

### První řada (2015)
- Massimo Bottura (Osteria Francescana – Modena, Itálie)
- Dan Barber (Blue Hill – Stone Barns a New York City, USA)
- Francis Mallmann (El Restaurante Patagonia Sur – Buenos Aires, Argentina)
- Niki Nakayama (N/Naka Restaurant – Los Angeles, USA)
- Ben Shewry (Attica – Melbourne, Austrálie)
- Magnus Nilsson (Fäviken – Järpen, Švédsko)

### Druhá řada
- Grant Achatz (Alinea, Next a The Aviary – Chicago, USA)
- Alex Atala (D. O. M. – São Paulo, Brazílie)
- Dominique Crenn (Atelier Crenn – San Francisco, USA)
- Enrique Olvera (Pujol – Mexico City, Mexiko)
- Ana Roš (Hiša Franko – Kobarid, Slovinsko)
- Gaggan Anand (Gaggan – Bangkok, Thajsko)

### Třetí řada (2017)
- Jeong Kwan (Baegyangsa, Jižní Korea)
- Vladimir Mukhin (White Rabbit – Moskva, Rusko)
- Nancy Silverton (Mozza – Los Angeles, USA)
- Ivan Orkin (Ivan Ramen – New York City, USA a Tokyo, Japonsko)
- Tim Raue (Restaurant Tim Raue – Berlín, Německo)
- Virgilio Martinez (Central – Lima, Peru)

### Čtvrtá řada, Chef’s Table: Pastry (2018)
- Christina Tosi (Milk Bar – New York City, USA)
- Corrado Assenza (Caffè Sicilia – Noto, Itálie)
- Jordi Roca (El Celler de Can Roca – Girona, Španělsko)
- Will Goldfarb (Room 4 Dessert – Ubud, Indonésie)

## Chef's Table: France
Spin-off s názvem Chef's Table: France byl uveden v září 2016 se čtyřmi díly z Francie. 
- Alain Passard (L'Arpège – Paříž)
- Alexandre Couillon (La Marine – Noirmoutier-en-l'Île)
- Adeline Grattard (Yam’Tcha – Paříž)
- Michel Troisgros (La Maison Troisgros – Roanne)